# Carl E. Wallin

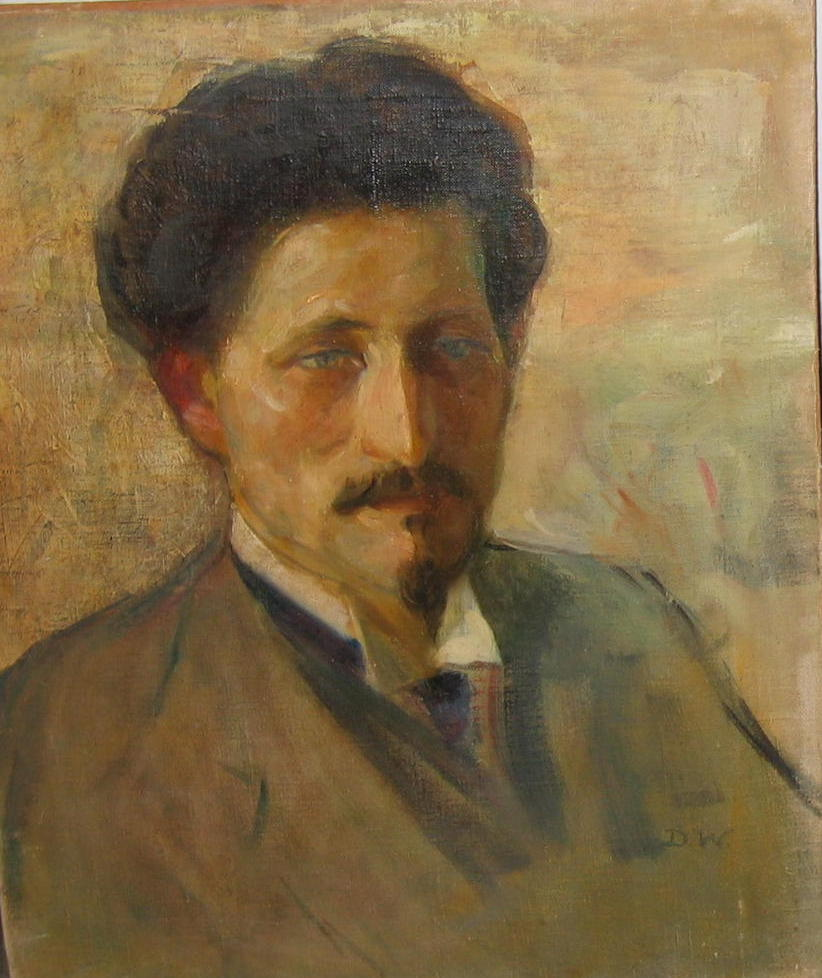
Konstnären Carl E. Wallin år 1914, porträtterad av brodern, konstnären David Wallin (1876-1957)

Carl Efraim Wallin, född 22 mars 1879 i Varby, Östra Husby på Vikbolandet i Östergötland, död 12 november 1968 i Chicago, Illinois, USA, var en svensk-amerikansk målare och yrkesmålare.

## Biografi
Carl Wallin är mest känd för sina oljemålningar med figurer, porträtt och landskap, gärna vinterlandskap. Han signerade Carl E. Wallin, Carl Efraim Wallin, Carl Wallin, C. E. Wallin. Han var son till hemmansägaren och snickaren Alexander Wallin och hans hustru Inga Helena Larsdotter, båda från Vikbolandet. Han gifte sig 1907 med Hilma Högberg Wallin (1887-1951). Carl Wallin var bror till konstnären David Wallin (1876-1957) och farbror till konstnären Bianca Wallin (1909-2006) och till konstnären Sigurd Wallin (1916-1999). Han blev amerikansk medborgare i början på 1900-talet.

### Tidiga år

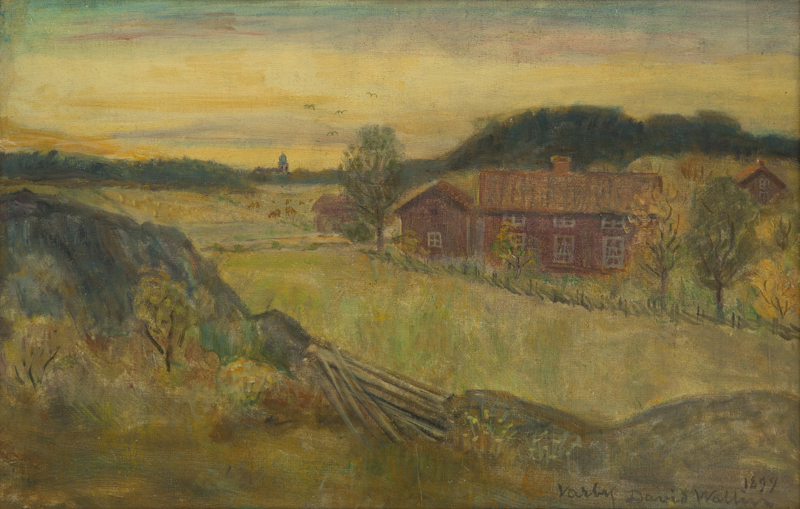
Carl Wallins fädernegård, Varby gård, i Östra Husby socken på Vikbolandet i Östergötland. I bakgrunden syns Östra Husby kyrka. Oljemålning från 1899.

Carl Wallin växte upp på Varby gård i Östra Husby socken på Vikbolandet i en familj tillsammans med en syster och fyra bröder och även andra barn som bodde med familjen. Gården hade gått i arv i moderns släkt sedan 1600-talet. I hemmet rådde en strängt religiös anda och faderns dagliga läsning utgjordes av bibeln. Denne var far till tio barn, varav sex nådde vuxen ålder. Efter avslutad skolgång arbetade Carl som målarlärling, vid 17-18 års ålder (1896-1897). 1898 flyttade han till Norrköping. Han tröttnade på yrket och arbetade som underofficer vid Vaxholms kustartilleriregemente, KA 1, som just hade bildats 1902, vid 21-23 års ålder (1900-1902). Förbandet var förlagt till Rindö i Stockholms skärgård i Uppland.

### Emigrationen till USA 1902

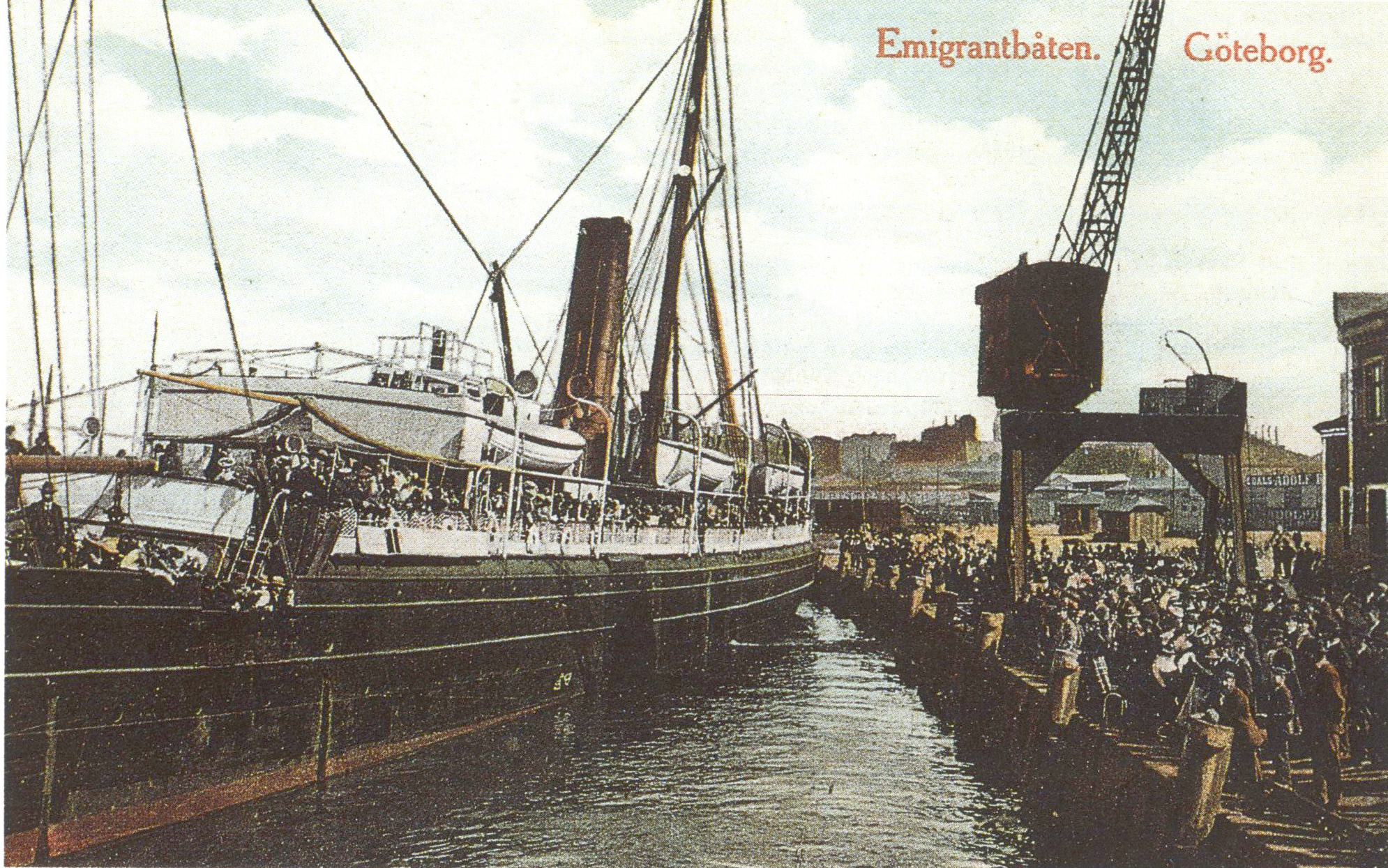
S/S Rollo i Göteborgs hamn.
Wallin reste med amerikalinjens ångfartyg från Göteborg till Grimsby i England.
Färglagt vykort från omkring år 1900.

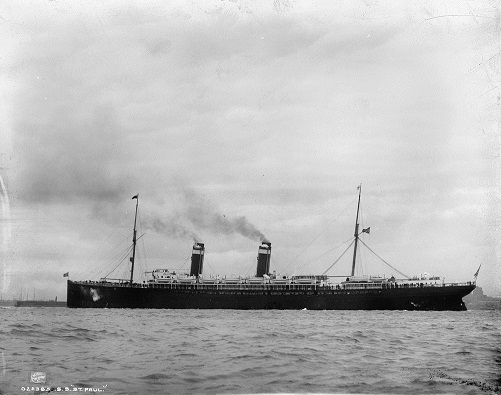
Wallin reste med det eleganta ångfartyget S/S Saint Paul från American Line från Southampton till New York, dit han ankom 14 december 1902. På bilden syns fartyget fotograferat i New Yorks hamn (1895).

Vid 23 års ålder emigrerade Carl Wallin till Amerika. 1902 kom han till Denver, Colorado, USA. Från Stockholm avreste han den 1 december 1902 och därefter avreste han den 2 december 1902 från Göteborg med båt, med amerikalinjens ångfartyg S/S Rollo, det engelska Wilsonbolagets postångare, Wilson-linjens Rollo, 1870-1909, Thomas Wilson Sons & Co., till Grimsby i England, varifrån han med järnväg via London kom till Southampton i sydöstra England.
Söndagen den 6 december 1902 avreste han från Southampton med ångfartyget, S/S Saint Paul, American Line steamship, mot New York, med angöring i (via) Cherbourg i Frankrike, innan fartyget anlände till Ellis Island i New York, kl. 07.00 på morgonen ”after crossing the ocean in 7 days”. Kaptenen hette John C. Jamison på denna tur på American Line/American Steamship Company.
Vid ankomsten till New York den 14 december 1902 registrerades han i loggböckerna på Ellis Island (vid Port of New York Passenger). Från New York skulle han genast resa vidare mot i Denver, Colorado, dit det var bestämt att han skulle. Den 16 december 1902 reste han således från New York via Chicago och Kansas City, Kansas, där han måste stanna 12 timmar i vardera staden, till Denver i Colorado, dit han ankom den 21 december 1902. I Denver blev han mottagen av några äldre släktingar, som tidigare hade emigrerat dit, och där skulle han bo. Den 8 januari 1903 skrev han ett brev hem till fadern i Söderköping ifrån Denver, där han berättar att han blev väl mottagen och nu skulle bo hos släktingarnas bekanta och arbeta på dagarna.

### Studier, målerientreprenör och giftermål
Han stannade i Denver och arbetade på dagarna och började studera konst vid en konstskola på kvällarna. Carl Wallin hade, liksom sin äldre broder, konstnären David Wallin, alltid varit intresserad av konst och blev efter ankomsten till Amerika ”i tillfälle att bedriva studier vid Reeds konstskola i Denver, Colorado”, där han studerade på aftonundervisningen under två år (1903-1904). Därefter flyttade han 1904 till Chicago, Illinois, där han bosatte sig för att studera konst vid konstakademien i Chicago, Art Institute of Chicago (SAIC), Illinois, där han studerade i tre år (1905-1908). SAIC är en av Amerikas största oberoende konst- och designskolor, belägen i The Loop, Chicago, som är stadens historiska centrum. The Loop är säte för Chicagos regering och Chicago är beläget i Cook County, Illinois. Efter konststudierna startade han en egen målerifirma, där han själv var entreprenör och verksam. Vanliga drag hos entreprenörer är nyfikenhet, kreativitet, en positiv syn på arbete, självständighet, envishet, hängivenhet, optimism och visionärt tänkande. Han målade konstverk på sin fritid för sitt eget nöjes skull. Under studietiden i Chicago gifte sig Carl Wallin 1907 med Hilma Högberg (1887-1951).

## Oljemålningar och motiv
Carl Wallin målade i olja och har utfört porträtt och landskap , gärna med vintermotiv, samt figurer, naturbilder och symboliska fantasifulla kompositioner. Han blev speciellt känd för landskap med figurer, som var hans specialitet och han målade oljemålningar i tidig 1900-tals modernistisk stil före 1950. Han ägde en vaken blick för det vackra i naturen och länge strävade han efter att på duken återge allt så naturtroget som möjligt. Senare gick hans utveckling i annan riktning. Det var idén eller tanken bakom konstverket som betydde så mycket för hans räkning. Han arbeten vittnade också om stor idé- och fantasirikedom. Han tillhörde inte den ”ultramoderna” skolan. Han ansåg själv att ett konstverk var misslyckat om inte någon mer än konstnären själv förstod det. Det borde ligga en idé bakom varje målning. ”Det geniala med Mr. Wallin är i synnerhet hans egen. Han är originell och hans fantasimålningar är hans egna skapelser, som påminner en om den franske konstnären Gustave Dorés målningar”, enligt en artikel i en Chicago-tidning på 1950-talet. Många av Wallins målningar har vunnit fina utmärkelser vid Art Institute of Chicago, där han studerade i fyra år. Art Institute of Chicago (AIC) är ett konstmuseum, som ligger vid Grant Park i Chicago och är det näst största konstmuseet i USA efter Metropolitan Museum of Art i New York.

## Utställningar, medlemskap och priser
Carl E. Wallin ställde regelbundet ut sin konst på de svensk-amerikanska utställningarna i Chicago från 1910-talet till 1960-talet. Han studerade vid konstakademien i Chicago, ”School of Art Institute of Chicago”, och var en ”Chicago artist”. Han erhöll ett flertal priser och utmärkelser på de svensk-amerikanska utställningarna.
Carl E. Wallin ställde bland annat ut vid
- Art Institute of Chicago, Exhibited
- Pennsylvania Academy of the Fine Arts, Exhibited
- School of the Art Institute of Chicago, Student
- Swedish-American exhibition in Stockholm, Sweden, 1920
- Swedish-American exhibition in Gothenburg, 1923[2]
- An Exhibition of Religious Art by Artists of Chicago and Environs, Carl E. Wallin deltog i utställningen med oljemålningen ”Gethsemane”, den 24 mars – 15 april 1931 vid The Renaissance Society vid University of Chicago, Exhibitions. The Renaissance Society is a non-collecting contemporary art museum in Chicago, Illinois. Det är beläget vid campusen vid University of Chicago, men det har en helt självständig verksamhet.

Hans mystiska landskap visades i flera svensk-amerikanska konstutställningar under 1920-talet och hans verk finns i samlingarna hos Riksföreningen Sverigekontakt (tidigare Riksföreningen för svenskhetens bevarande i utlandet),Oljemålnigen ”Mountain’s Soul”, signerad 1928, 71 x 90 cm. finns i samlingarna.
Wallin var medlem i ett flertal konstföreningar, såsom ”Chicago Gallery Association”, ”All-Illinois Fine Artists”, ”Swedish American Artist’s Association” och ”The Swedish Club of Chicago”.
I Chicago erhöll Carl E. Wallin 1925 första pris för oljemålningen ”Evening Fantasy”. Denna prisbelönta oljemålning ställdes ut vid konstutställningen i den Svenska klubbens byggnad i Chicago. I en artikel i en chicagotidning stod följande text: ”Vid en konstutställning vid den Svenska klubbens byggnad i Chicago tillerkändes målaren Carl E. Wallin första priset för en oljemålning, vilket belöpte sig till $100 och skänkts av State Bank of Chicago. Det prisbelönta arbetet hette ”Evening Fantasy” och hade upptagits såsom nummer 107 i katalogen för utställningen.” Utställningen var i Swedish Club of Chicago av svensk-amerikanska konstnärer 1925.

## Representerad
- Utlandssvenska museet i Göteborg, “Mountains Genius” (1931), gåva till museet, Exhibited in the Exhibitions by Swedish-American Artists at the Swedish Club of Chicago in 1964.
- Göteborgs stad,[4] oljemålningen ”Winter”, utställd på Svenska klubben i Chicago (1949-1950), Swedish Club of Chicago.
- Riksföreningen Sverigekontakts samlingar, oljemålningen “Mountain’s Soul”, signerad 1928.